# José María Aznar

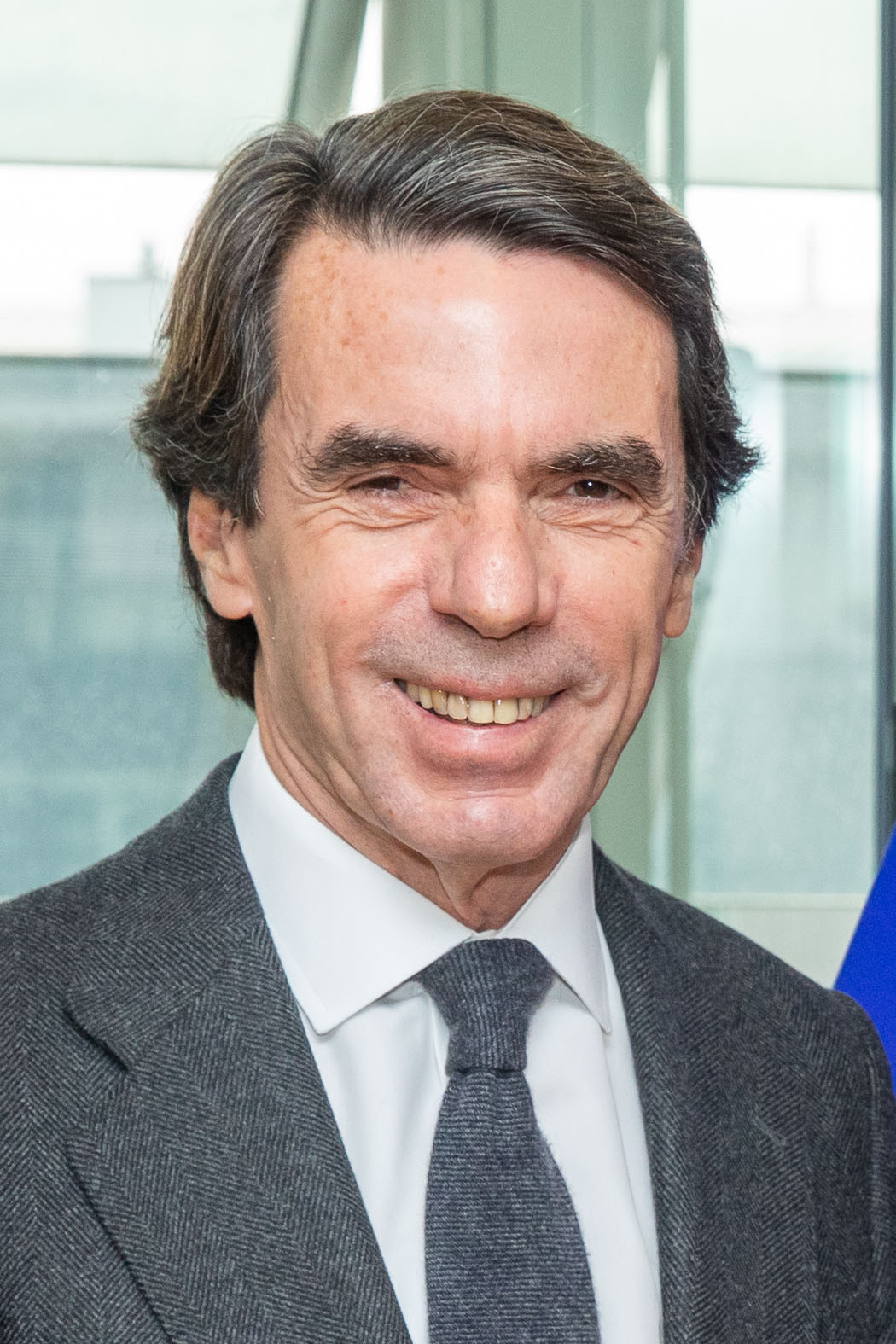
José María Aznar am 30. Januar 2020

José María Alfredo Aznar López [xoˈse maˈɾia alˈfɾeðo aθˈnaɾ ˈlopeθ] (* 25. Februar 1953 in Madrid) ist ein spanischer Politiker (PP) und war von Mai 1996 bis März 2004 Ministerpräsident Spaniens.

## Leben
Aznar ist seit 1977 mit Ana Botella verheiratet, die ebenfalls Mitglied der Partido Popular ist und 2011 bis 2015 Bürgermeisterin von Madrid war. Sie haben zwei Söhne und eine Tochter.
Vor seiner politischen Karriere arbeitete Aznar nach seinem Jurastudium als Steuerinspektor. Allerdings war er politisch schon in frühen Jahren bei den rechtsextremen falangistas independientes und in den 1970er Jahren federführend in einer an die Tradition der faschistischen Organisation Falange Española der 1930er Jahre anknüpfenden Studentenorganisation (FES) aktiv und hielt in dieser Funktion u. a. Reden, in denen er sich klar gegen den Wandel zur Demokratie aussprach.
Aznar war von 1982 bis 1987 Generalsekretär der Alianza Popular (AP), eines rechtskonservativen Parteienbündnisses, und von 1987 bis 1989 Regierungschef von Kastilien-León. Aus der AP ging 1989 die Partido Popular (PP) hervor. Aznar wurde 1990 PP-Vorsitzender; er wurde Nachfolger seines politischen Ziehvaters Manuel Fraga, der Minister in der Franco-Diktatur gewesen war.
Die ETA verübte am 19. April 1995 ein Sprengstoffattentat auf Aznar: in der Nähe seiner Wohnung explodierte an einer Straßenkreuzung eine Autobombe und zerstörte seinen schwer gepanzerten Wagen. Alle Insassen überlebten, Aznar wurde nur leicht verletzt. Die Täter konnten unerkannt fliehen.
Am 3. März 1996 gewann die PP die spanischen Parlamentswahlen und Aznar wurde zwei Tage später als Ministerpräsident vereidigt. Er bildete eine Minderheitsregierung und war auf die Duldung durch die regionalistischen Parteien CiU, PNV und CC angewiesen. Entgegen der stark zentralistischen Position seiner Partei musste Aznar daher zunächst auch Zugeständnisse hinsichtlich der Autonomiebestrebungen der spanischen Regionen machen.
Seine politische Agenda basierte innenpolitisch auf der Sanierung der Staatsfinanzen im neoliberalen Verständnis, der Erlangung eines starken Wirtschaftswachstums und dem Kampf gegen den ETA-Terrorismus; außenpolitisch suchte Aznar die Nähe der Regierung Bush.
Dank eines überdurchschnittlich hohen Wirtschaftswachstums sank während der acht Regierungsjahre Aznars die Arbeitslosigkeit von 22 auf 11 %. Die Erlöse aus der Privatisierung staatlicher Unternehmen (Repsol, Endesa, Telefónica, Iberia) machten eine Reduzierung der Staatsverschuldung und der Defizite möglich. Der rigorose Sparkurs seiner Regierung ermöglichte den Beitritt Spaniens zur europäischen Währungsunion und die Einführung des Euro.
Aznars Wirtschafts- und Finanzpolitik gilt aber auch als Auslöser der spanischen Immobilienblase und der nach deren Platzen (siehe Finanzkrise ab 2007) abgestürzten spanischen Wirtschaft. Um die Wirtschaft anzukurbeln, hatten er und sein damaliger Wirtschafts- und Finanzminister Rodrigo Rato zunächst das Bodenrecht liberalisiert sowie Steuervergünstigungen und eine Niedrigzinspolitik beschlossen. Milliarden von Steuergeldern wurden zur Finanzierung öffentlicher Prestigebauten verwendet und unzählige Spanier nahmen Kredite auf, um Immobilien zu kaufen, was zur extremen Steigerung der Immobilienpreise geführt hatte. Bei den Wahlen am 12. März 2000 erhielt die PP eine absolute Mehrheit der Mandate im Unterhaus. 2004 wurde die PP-Regierung dann – vor allem wegen des spanischen Engagements im Irakkrieg und nach den Anschlägen vom 11. März 2004 in Madrid – abgewählt.
Während Aznars Amtszeit wurde die Wehrpflicht ausgesetzt; die Streitkräfte wurden eine Berufsarmee.
Aznar war besonders in seiner zweiten Amtszeit an einer Reihe von politischen Skandalen beteiligt und Vorwürfen der parlamentarischen Opposition und vieler Medien ausgesetzt. In der Öffentlichkeit besonders diskutiert wurden folgende Themen:

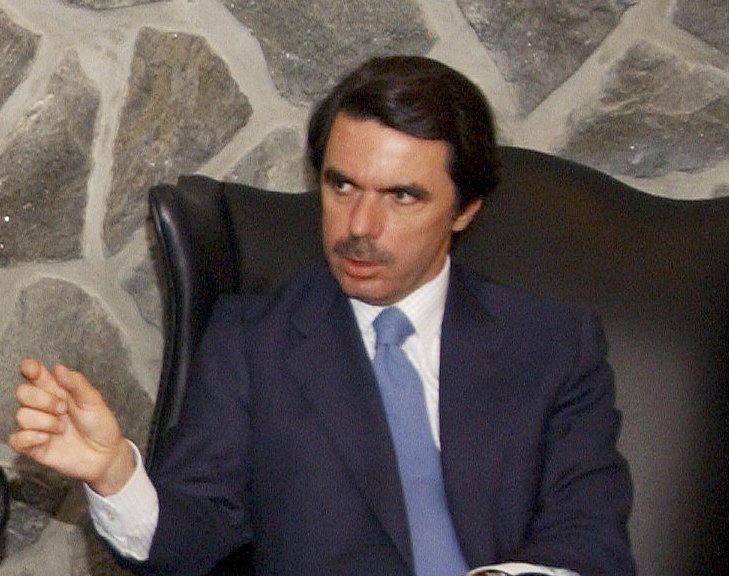
José María Aznar

- Die Unterstützung der Alliierten im Irakkrieg im Jahr 2003 gegen Saddam Hussein. Seine Position orientierte sich an George W. Bushs Politik und trug damit zur Irak-Krise 2003 bei.
- Die Informationspolitik nach den verheerenden Madrider Anschlägen am 11. März 2004:
Mit Blick auf die drei Tage später anstehenden Parlamentswahlen hatte die Regierung Aznar den Verdacht trotz der Hinweise auf einen islamistischen Hintergrund von vornherein einseitig auf die baskische Untergrundorganisation ETA gelenkt. Die sozialistische Arbeiterpartei PSOE wertete Aznars vorschnelle Schuldzuweisung als gezielte Lüge, um angesichts der Unterstützung der USA im Irakkrieg einer drohenden Abstrafung bei der Wahl am 14. März zu entgehen. Aznars konsequenter Kurs an der Seite des US-Präsidenten Bush war von großen Teilen der spanischen Bevölkerung abgelehnt worden.
- Die pompöse Hochzeitsfeier seiner Tochter Ana Aznar Botella mit Alejandro Agag im Jahr 2002: Brautzeugen waren unter anderem Tony Blair, Silvio Berlusconi und zahlreiche spanische Minister.
- Untergang des Öltankers Prestige vor der Küste Galiciens im Jahr 2002.
- Im August 2003 wurde bekannt, dass die Regierung Aznar die Stiftung „Fundación Nacional Francisco Franco“, die ihre Aufgabe darin sieht, sich für das Ansehen des faschistischen Diktators Franco einzusetzen, über das Kulturministerium mit erheblichen Subventionen unterstützte.
- Nach dem Regierungswechsel wurde bekannt, dass das spanische Außenministerium der Anwaltskanzlei Piper Rudnick zwei Millionen Dollar gezahlt hatte. Es wurde behauptet, dies sei geschehen, um Aznar die Auszeichnung mit der Congressional Gold Medal zu verschaffen. Die PP behauptete, das Geld sei für Lobbyarbeit verwendet worden.

Aznar hatte 2003 angekündigt, nicht für die nächste Wahl zu kandidieren. Er schlug Mariano Rajoy als seinen Nachfolger vor. Aznar folgte nach dem Ende seiner Amtszeit dem Ruf der katholischen Georgetown University in Washington, D.C. und lehrt an der Hochschule als Associate Professor (Lehrbeauftragter) über zeitgenössische europäische Politik und transatlantische Beziehungen.

## Auszeichnungen
- 1997: Großes Goldenes Ehrenzeichen am Bande für Verdienste um die Republik Österreich[8]
- 2003: Großkreuz des Verdienstordens der Republik Polen
- 2004: Collane des Ordens de Isabel la Católica